# Tomasz Lesiów
Tomasz Lesiów – polski inżynier, dr hab. nauk ekonomicznych, profesor zwyczajny Katedry Agroinżynierii i Analizy Jakości Wydziału Inżynierii Produkcji Uniwersytetu Ekonomicznego we Wrocławiu.

## Życiorys
12 czerwca 1986 obronił pracę doktorską Badania zmian niektórych właściwości technologicznych białek i tkanki z piersiowych mięśni kaczek w czasie ich przechowywania w tem. -18°C i -2°C, 10 października 2001 habilitował się na podstawie pracy zatytułowanej Prognozowanie jakości wyrobów z mięsa kurcząt na podstawie reologicznych właściwości homogenatów. 3 czerwca 2013 nadano mu tytuł profesora w zakresie nauk rolniczych. Objął funkcję profesora nadzwyczajnego w Instytucie Chemii i Technologii Żywności na Wydziale Inżynieryjnym i Ekonomicznym Uniwersytetu Ekonomicznego we Wrocławiu.
Był prodziekanem na Wydziale Inżynieryjnym i Ekonomicznym Uniwersytetu Ekonomicznego we Wrocławiu.
Jest profesorem zwyczajnym Katedry Agroinżynierii i Analizy Jakości Wydziału Inżynierii Produkcji Uniwersytetu Ekonomicznego we Wrocławiu.